# Trening w zawieszeniu

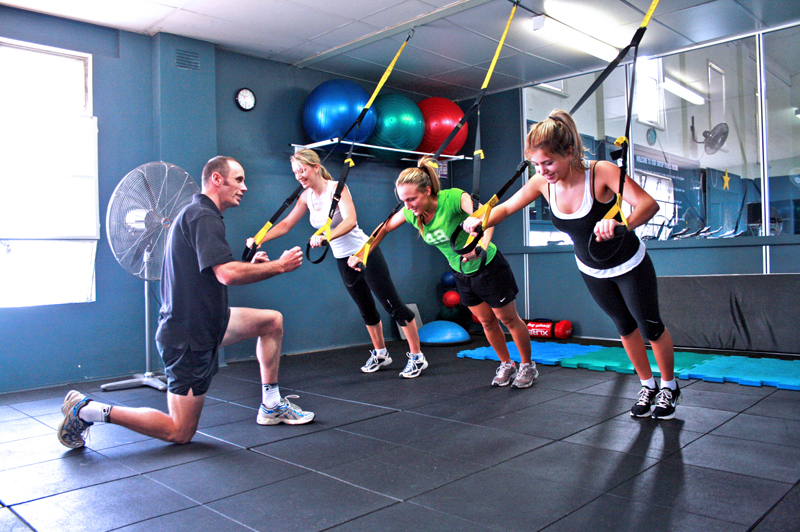
Trening z taśmami TRX na siłowni

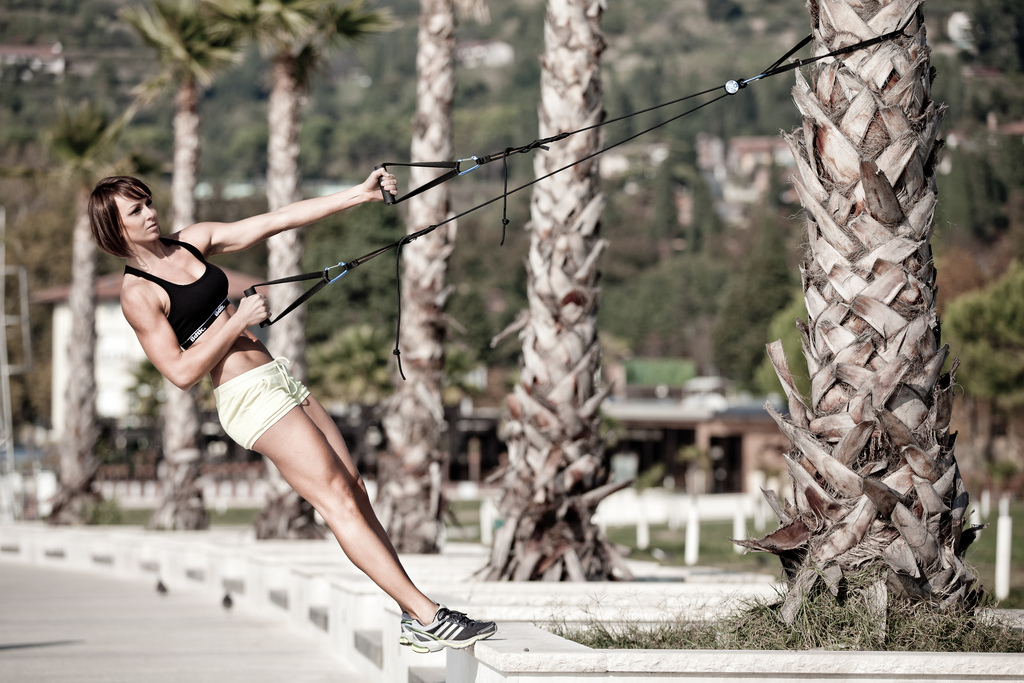
Trening z taśmami na wolnym powietrzu

Trening w zawieszeniu, trening z taśmami TRX – metoda treningu polegająca na wykorzystywaniu wagi ciała osoby trenującej.

## Urządzenie treningowe
Urządzenie treningowe to rodzaj lonży wykonanej z bardzo wytrzymałych taśm polimerowych (poliamid, stilon). W większości przypadków jest ono zbudowane z dwóch ramion nośnych z regulacją długości, zakończonych uchwytami oraz jednego ramienia mocującego z karabińczykiem zabezpieczającym. Wygląd urządzenia przypomina literę „Y”.

## Historia
Trening w zawieszeniu przy pomocy specjalnie stworzonej do tego celu lonży został wymyślony przez byłego amerykańskiego komandosa Navy SEALs Randy’ego Hetricka. Podczas wielu lat pełnienia służby Hatrick zauważył, że żołnierzom biorącym udział w akcjach wojskowych jest ciężko utrzymać wysoką sprawność fizyczną. Tym samym ich wartość bojowa znacznie obniżała się, co mogło wpływać negatywnie na wyniki ich akcji.
W jego mniemaniu brakowało sprzętu treningowego który spełniałby wygórowane wymagania żołnierzy przebywających w trudnych warunkach bojowych i podczas wielotygodniowych misji taktycznych (przebywanie na łodziach podwodnych, w bunkrach, kryjówkach oraz prowizorycznych bazach wojskowych).
Hetrick potrzebował urządzenia które byłoby lekkie, małe, łatwe do transportowania i pozwalałoby na kompletny trening całego ciała. Rozpoczął eksperymenty korzystając z pasów nośnych od karabinów i innego sprzętu wojskowego. Jego pierwsze ćwiczenia polegały na podciąganiu się z różnych pozycji w celu pobudzenia do wysiłku fizycznego jak największej ilości grup mięśniowych.
Po wielu próbach Hetrick stworzył odpowiadające mu połączenie taśm karabinowych, określił długości taśm i wyodrębnił wiele ćwiczeń na poszczególne partie mięśniowe. Po przejściu na emeryturę rozpoczął budowę prototypu swojego sprzętu do treningu w zawieszeniu, który dziś nazywa się TRX Suspension Trainer i jest wykorzystywany przez żołnierzy armii USA, policję, sportowców i entuzjastów fitnessu.

## Istota treningu w zawieszeniu
Trening w zawieszeniu polega na wykorzystaniu wagi ciała osoby trenującej. Trenujący może wykonywać szereg ćwiczeń na dowolne partie mięśniowe poprzez podciąganie się. Przy wykonywaniu większości ćwiczeń trenujący trzyma oba uchwyty zamocowane na końcach taśm nośnych, podczas gdy trzecia taśma jest przymocowana do stabilnego punktu mocowania (może to być kotwa, hak, drążek rozporowy, gałąź, płot lub każde inne bezpieczne mocowanie).
Trening w zawieszeniu jest treningiem całego ciała, gdyż zawsze angażuje wiele grup mięśniowych (nie jest możliwe całkowite wyizolowanie i ćwiczenie tylko jednej grupy mięśniowej). Największą korzyścią treningu w zawieszeniu jest pobudzanie do pracy mięśni stabilizujących. Powoduje to znaczne wzmocnienie więzadeł, co chroni przed możliwymi kontuzjami podczas wykonywania niekontrolowanych lub nietypowych ruchów kończyn (co ma często miejsce w warunkach bojowych).
Trening w zawieszeniu przypomina trening gimnastyczny, z tą jednak różnicą, że trenujący przy pomocy TRX zawsze ma kontakt z podłożem (ręce lub stopy mają styczność z podłożem). Trening w zawieszeniu jest treningiem wymagającym i wymaga od osoby trenującej dużej dbałości o technikę.